# Aurelia (Stati Uniti)
Aurelia è una città degli Stati Uniti, situata nella Contea di Cherokee, nello Stato dell'Iowa.

## Geografia fisica
La città ha una superficie di 2,69 km². Audubon è situata a 424 m s.l.m..

## Società

### Evoluzione demografica
Al censimento del 2010, Aurelia contava 1.036 abitanti e 299 famiglie. La densità di popolazione era di 385,13 abitanti per chilometro quadrato. Le unità abitative erano 447 con una media di 166,17 per chilometro quadrato. La composizione razziale contava il 96,3% di bianchi, lo 0,3% di afroamericani, lo 0,2% di nativi americani, lo 0,6% di asiatici e l'1,6% di altre razze. Ispanici o latini erano il 2,6% della popolazione.